# Елк-Сіті (Канзас)
Елк-Сіті (англ. Elk City) — місто (англ. city) в США, в окрузі Монтгомері штату Канзас. Населення — 260 осіб (2020).

## Географія
Елк-Сіті розташований за координатами 37°17′25″ пн. ш. 95°54′37″ зх. д. / 37.29028° пн. ш. 95.91028° зх. д. (37.290190, -95.910324).  За даними Бюро перепису населення США в 2010 році місто мало площу 0,89 км², з яких 0,89 км² — суходіл та 0,00 км² — водойми.

## Демографія
Згідно з переписом 2010 року, у місті мешкало 325 осіб у 132 домогосподарствах у складі 91 родини. Густота населення становила 364 особи/км².  Було 172 помешкання (193/км²).
Расовий склад населення:
| - 93,5 % — білих - 0,9 % — корінних американців - 0,6 % — чорних або афроамериканців - 0,3 % — вихідців з тихоокеанських островів |

До двох чи більше рас належало 4,0 %. Частка іспаномовних становила 0,9 % від усіх жителів.
За віковим діапазоном населення розподілялося таким чином: 23,7 % — особи молодші 18 років, 55,7 % — особи у віці 18—64 років, 20,6 % — особи у віці 65 років та старші. Медіана віку мешканця становила 42,3 року. На 100 осіб жіночої статі у місті припадало 108,3 чоловіків;  на 100 жінок у віці від 18 років та старших — 92,2 чоловіків також старших 18 років.
Середній дохід на одне домашнє господарство  становив 31 598 доларів США (медіана — 24 306), а середній дохід на одну сім'ю — 37 117 доларів (медіана — 31 094). Медіана доходів становила 31 563 долари для чоловіків та 30 000 доларів для жінок. За межею бідності перебувало 27,0 % осіб, у тому числі 42,9 % дітей у віці до 18 років та 12,8 % осіб у віці 65 років та старших.
Цивільне працевлаштоване населення становило 94 особи. Основні галузі зайнятості: виробництво — 22,3 %, освіта, охорона здоров'я та соціальна допомога — 13,8 %, транспорт — 11,7 %, будівництво — 9,6 %.